# Lim Kee Chong
An Yan Lim Kee Chong (sinh ngày 15/5/1960) là một trọng tài bóng đá người Mauritius đã giải nghệ. Ông từng cầm còi 2 trận đấu tại World Cup. Ông được biết đến là giám sát hai trận đấu tại World Cup gồm một bảng B trận đấu vòng đầu tiên giữa Brazil và Nga vào năm 1994 và một bảng G trận đấu vòng đầu tiên giữa Rumani và Colombia vào năm 1998. Ông bị đình chỉ tại World Cup 1998.
Ngoài ra, Lim Kee Chong còn phục vụ các giải bóng đá châu Phi CAN vào năm 1992, năm 1994, năm 1996, năm 1998, và năm 2002; một số sự kiện quốc tế khác của ông như giải FIFA U-17 World Championship năm 1991, Olympic 1992 , Fahd Cup 1992, 1995 và các giải World Cup 1994, 1998, năm 2002 và 2006.
Sau khi kết thúc sự nghiệp, ông bắt đầu làm điều phối trọng tài của Liên đoàn bóng đá Mauritius và ông là huấn luyện trọng tài cho các dự án phát triển của FIFA ở châu Phi.